# Кастерет
Кастерет (фр. Casterets) насеље је и општина у јужној Француској у региону Миди Пирене, у департману Горњи Пиринеји која припада префектури Тарб.
По подацима из 2011. године у општини је живело 13 становника, а густина насељености је износила 6,99 становника/km². Општина се простире на површини од 1,86 km². Налази се на средњој надморској висини од 350 метара (максималној 376 m, а минималној 290 m).

## Демографија
| 1962. | 1968. | 1975. | 1982. | 1990. | 1999. | 2011. |
| ----- | ----- | ----- | ----- | ----- | ----- | ----- |
| 12    | 19    | 18    | 11    | 10    | 5     | 13    |

График промене броја становника у току последњих година